# Rancho Bautista
Rancho Bautista är en ort i Mexiko.   Den ligger i kommunen Tochtepec och delstaten Puebla, i den sydöstra delen av landet, 150 km öster om huvudstaden Mexico City. Rancho Bautista ligger 2 019 meter över havet och antalet invånare är 136.
Terrängen runt Rancho Bautista är platt åt sydost, men åt nordväst är den kuperad. Runt Rancho Bautista är det ganska tätbefolkat, med 239 invånare per kvadratkilometer. Närmaste större samhälle är Tecamachalco, 10,3 km öster om Rancho Bautista. Trakten runt Rancho Bautista består till största delen av jordbruksmark.